# Charlie Simpson
Charlie Simpson (eigentlich Charles Robert Simpson; * 7. Juni 1985 in Woodbridge) ist ein britischer Musiker.

## Leben und Wirken
Der Gitarrist und Sänger Simpson spielte zunächst für die Band Busted, entschloss sich aber am 14. Januar 2005, die Band zu verlassen, woraufhin sich diese auflöste. Simpson wechselte zur Alternative-Rockband Fightstar.
Er ist Förderer der Hilfsorganisation für behinderte Kinder Out & About.
Von Januar bis Februar 2023 nahm Simpson als Rhino an der vierten Staffel der britischen Version von The Masked Singer teil, die er für sich entscheiden konnte. In der ersten Folge der fünften Staffel war er Gastmitglied im Rateteam.

## Diskografie

### Alben
- Young Pilgrim (2011)
- Long Road Home (2014)

### EPs
- When We Were Lions (2010)
- Little Hands (2016)

### Singles
- Down Down Down (2011)
- Parachutes (2011)
- Cemetery (2012)
- Haunted (2014)
- Comets (2014)